# U-550
U-550 — немецкая подводная лодка типа IXC/40, времён Второй мировой войны.
Заказ на постройку субмарины был отдан 5 июня 1941 года. Лодка была заложена на верфи судостроительной компании «Дойче Верфт АГ» в Гамбурге 2 октября 1942 года под строительным номером 371, спущена на воду 12 мая 1943 года, 28 июля 1943 года под командованием капитан-лейтенанта Клауса Ханерта вошла в состав учебной 4-й флотилии. 1 февраля 1944 года вошла в состав 10-й флотилии. Лодка совершила один боевой поход, потопила одно судно (11 017 брт). 16 апреля 1944 года лодка была потоплена в Северной Атлантике, к востоку от Нью-Йорка, США, в районе с координатами 40°09′ с. ш. 69°44′ з. д. глубинными бомбами и артиллерийским огнём с трёх американских эсминцев. 44 члена экипажа погибли, 12 были спасены.